# Bactrocera paramusae
Bactrocera paramusae är en tvåvingeart som beskrevs av Drew 1989. Bactrocera paramusae ingår i släktet Bactrocera och familjen borrflugor. Inga underarter finns listade.